# Zuidplaspolder

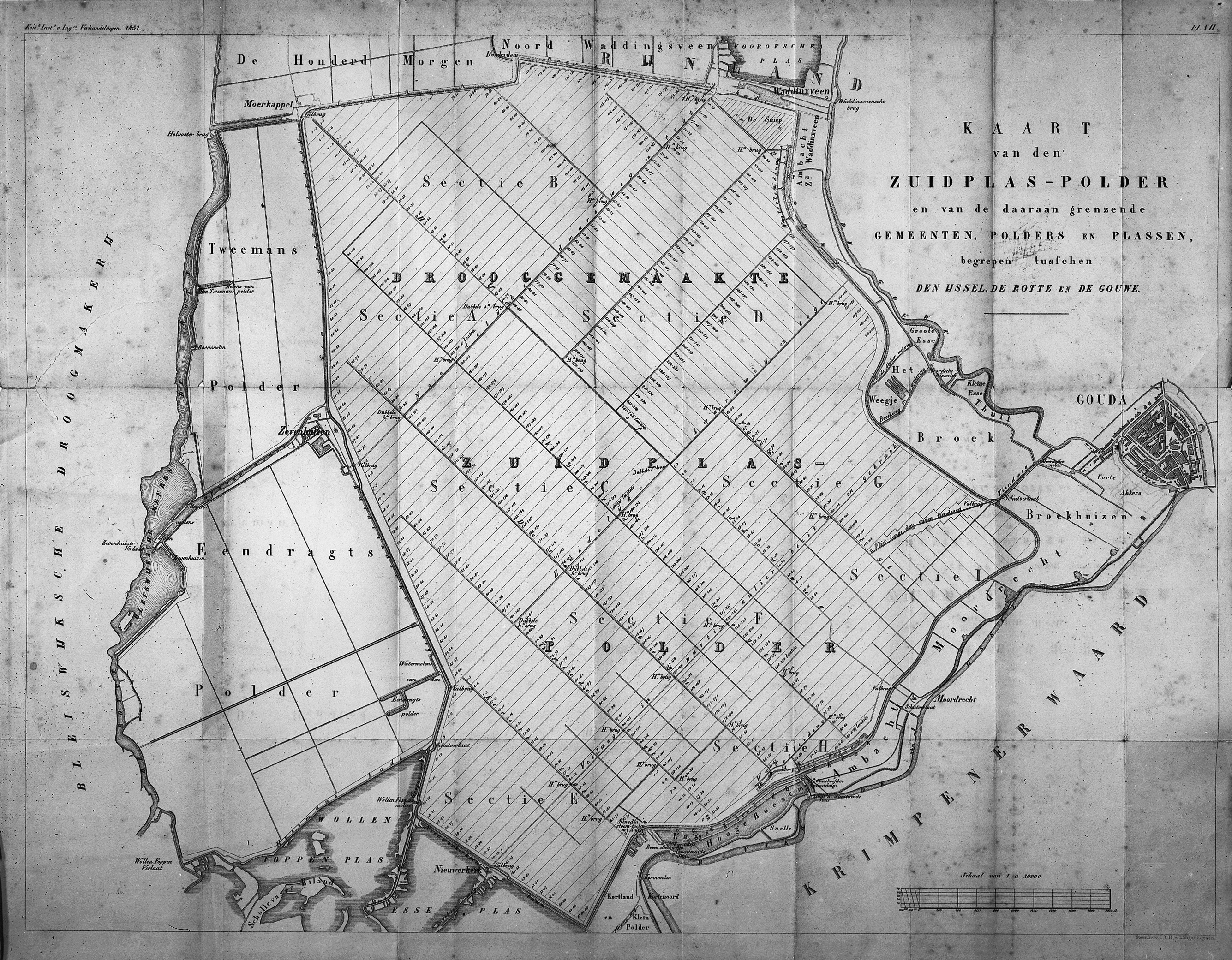
Mapa del Zuidplaspolder de l'any 1850

El Zuidplaspolder és un pòlder dels Països Baixos que conté el punt més baix de l'Europa occidental. El nom ve del municipi de Zuidplas, on se situa el pòlder. A prop de la ciutat de Nieuwerkerk aan den IJssel arriba a una profunditat de 6,75 metres sota el nivell del mar (NAP). A causa de l'explotació de torbera, hi havia un llac fins al segle xix. Com que era un risc per la zona al voltant del llac, el rei Guillem I va decidir drenar-lo el 1816.